# ( ) (альбом)
( ) (також відомий як Svigaplatan, що перекладається як "Альбом у дужках") — третій студійний альбом ісландського пост-рок гурту Sigur Rós, що вийшов 28 жовтня 2002 року. До альбому входять 8 треків без назви, поділених на дві частини: перші чотири — більш легкі та оптимістичні, а останні чотири — похмуріші та меланхолійніші. Дві половини розділені 36-секундною тишею, і альбом відкривається та закривається тріскотом і дісторшном звуку. Вокаліст Йон Тоур Біргіссон («Jónsi») заспівав тексти альбому повністю мовою «Hopelandic» — вигаданою мовою, що складається з тарабарщини. ( ) посів 51 сходинку в Billboard 200 і отримав визнання музичних критиків, хоча деякі рецензенти визнали альбом слабшим, ніж попередній альбом гурту Ágætis byrjun.
Це перший альбом з барабанщиком Orri Páll Dýrason, який приєднався до гурту в 1999 році, замінивши попереднього барабанщика Ágúst Ævar Gunnarsson.

## Виробництво
Назва альбому складається з двох протилежних дужок, які представляють або дві половини альбому, або ідею про те, що альбом не має назви, що дозволяє слухачеві визначати її самому. Учасники гурту згадували ( ) як Svigaplatan, що перекладається як «Альбом у дужках» У титрах до фільму Heima він згадується як The Untitled Album.
Обкладинка альбому ( ) складається з пластикового захисного чохла з двома вирізаними дужками, які відкривають зображення, надруковане на футлярі компакт-диска під ним. Є чотири версії цієї обкладинки, яка складається зі змінених фотографій природи навколо студії гурту Mosfellsbær, які продаються в чотирьох частинах світу: Європі, Сполучених Штатах, Австралії та Японії. В Ісландії продаються всі чотири дизайни обкладинок.
На зворотному боці альбому показано зображення хлопчика-лунатика, адаптоване з фотографії Джона Янга. У 2011 році донька Янга, Наомі Янг, із гурту Galaxie 500, заявила, що гурт використав зображення без дозволу чи оплати її батькові. Немає жодних приміток до альбому чи авторства, хоча в комплекті з альбомом є буклет із дванадцяти чистих сторінок, на яких слухачам пропонується написати чи намалювати власні інтерпретації музики з альбому. Лімітована версія ( ), випущений в Іспанії, містить 94-сторінкову книгу про сучасне мистецтво.

## Трекліст
Усі треки офіційно не мають назви, хоча кожен трек має альтернативну назву, під якою гурт називає його. Ці назви також використовуються для цифрових платформ.
Автор музики і слів Sigur Rós. 
| #     | Назва                    | Пояснення альтернативної назви                                          | Тривалість |
| ----- | ------------------------ | ----------------------------------------------------------------------- | ---------- |
| 1.    | Untitled ("Vaka")        | Ім'я доньки Оррі                                                        | 6:38       |
| 2.    | Untitled ("Fyrsta")      | Перша пісня                                                             | 7:33       |
| 3.    | Untitled ("Samskeyti")   | Прив'язаність                                                           | 6:33       |
| 4.    | Untitled ("Njósnavélin") | Дослівно «Шпигунська машина»; також відома як "Пісня ні про що"         | 7:33       |
| 5.    | Untitled ("Álafoss")     | Студія запису групи знаходиться у Аулафоссі                             | 9:57       |
| 6.    | Untitled ("E-Bow")       | У цій пісні Георг Хоульм грає електронним смичком (E-bow) на бас-гітарі | 8:48       |
| 7.    | Untitled ("Dauðalagið")  | Пісня про смерть                                                        | 13:00      |
| 8.    | Untitled ("Popplagið")   | Поп-пісня                                                               | 11:44      |
| 71:46 |                          |                                                                         |            |

Делюкс видання: диск 2
| #  | Назва                                            | Тривалість |
| -- | ------------------------------------------------ | ---------- |
| 1. | Untitled ("Smáskifa 1")                          | 4:38       |
| 2. | Untitled ("Smáskifa 2")                          | 2:47       |
| 3. | Untitled ("Smáskifa 3")                          | 4:22       |
| 4. | Untitled ("Dauðalagið") (Jacobs Studio Sessions) | 11:09      |
| 5. | Untitled ("Popplagið") (Jacobs Studio Sessions)  | 13:14      |
| 6. | Untitled ("E-Bow") (Jacobs Studio Sessions)      | 8:02       |

## Учасники запису
Sigur Rós
- Йон Тор Біргіссон – вокал, гітара, клавішні
- К'яртан Свейнссон – клавішні, гітара
- Георг Хольм – бас-гітара, клавішні, глокеншпіль
- Оррі Палл Дайрасон – ударні, клавішні

Струнні
- Марія Хульд Маркан – скрипка
- Едда Рун Олафсдоттір – скрипка
- Олеф Юлія К'яртансдоттір – альт
- Sólrún Sumarliðadóttir – віолончель

Продюсування
- Sigur Rós – продюсування
- Кен Томас – продюсування, інжиніринг, зведення
- Марко Мільярі – інженерія
- Менді Парнелл – мастерінг